# Antitype africana
Antitype africana là một loài bướm đêm trong họ Noctuidae.